# Шеговары
Шегова́ры — село в Шенкурском районе Архангельской области (Россия), административный центр Шеговарского сельского поселения.

## География
Расположено в 42 километрах на север от города Шенкурска на левом берегу, в излучине Ваги, рядом с федеральной трассой М-8 Москва—Архангельск.
Часовой пояс
Шеговары, как и вся Архангельская область, находится в часовой зоне МСК (московское время). Смещение применяемого времени относительно UTC составляет +3:00.

## История
Село Шеговары было центром Шеговарского прихода, который был образован в 1646 году. В приход вошли деревни, относившиеся ранее к Ямскогорскому, Ледскому и Химаневскому приходам.
Указано в «Списке населённых мест Архангельской губернии к 1905 году» деревня Шеговары (Заборье) насчитывает 29 дворов, 99 мужчин и 108 женщин. В селе располагались: волостное правление, школа и церковь. В административном отношении село входило в состав Шеговарского сельского общества Предтеченской волости Шенкурского уезда.
На начало ХХ-го века в Шеговарах находилось три храма:
- Кирпичная двухэтажная церковь Преображения Господня.
- Свято-Троицкая церковь - деревянная шатровая церковь, сооруженная в 1666-1669 годах, утрачена в результате пожара в середине ХХ-го века.
- Часовня Александра Невского - деревянная часовня, построенная в 1885 году в деревне Носовской, которая сейчас находится в составе села Шеговары. Сооружена в честь императора Александра II[4].

В марте 1918 года село становится административным центром Шеговарской волости, выделившейся из Предтеченской. На 1 мая 1922 года в поселении 42 двора, 93 мужчины и 141 женщина.
Во время интервенции на севере России 1918—1919 годов Шеговары были заняты иностранными войсками. См. Шенкурская операция.

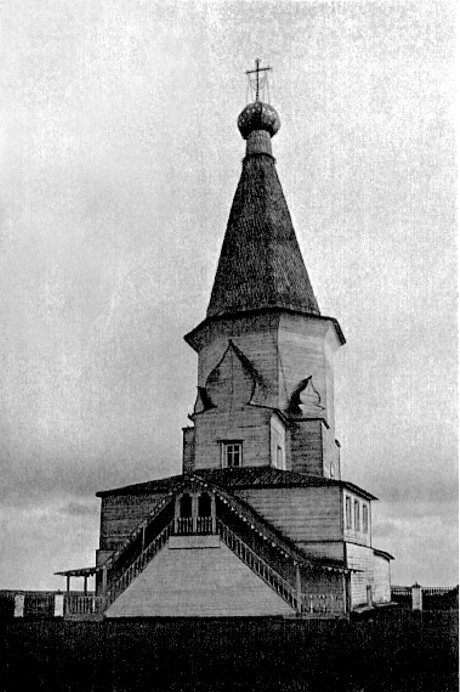
Троицкая церковь в иллюстрированном альбоме Архангельской губернии, 1914 год
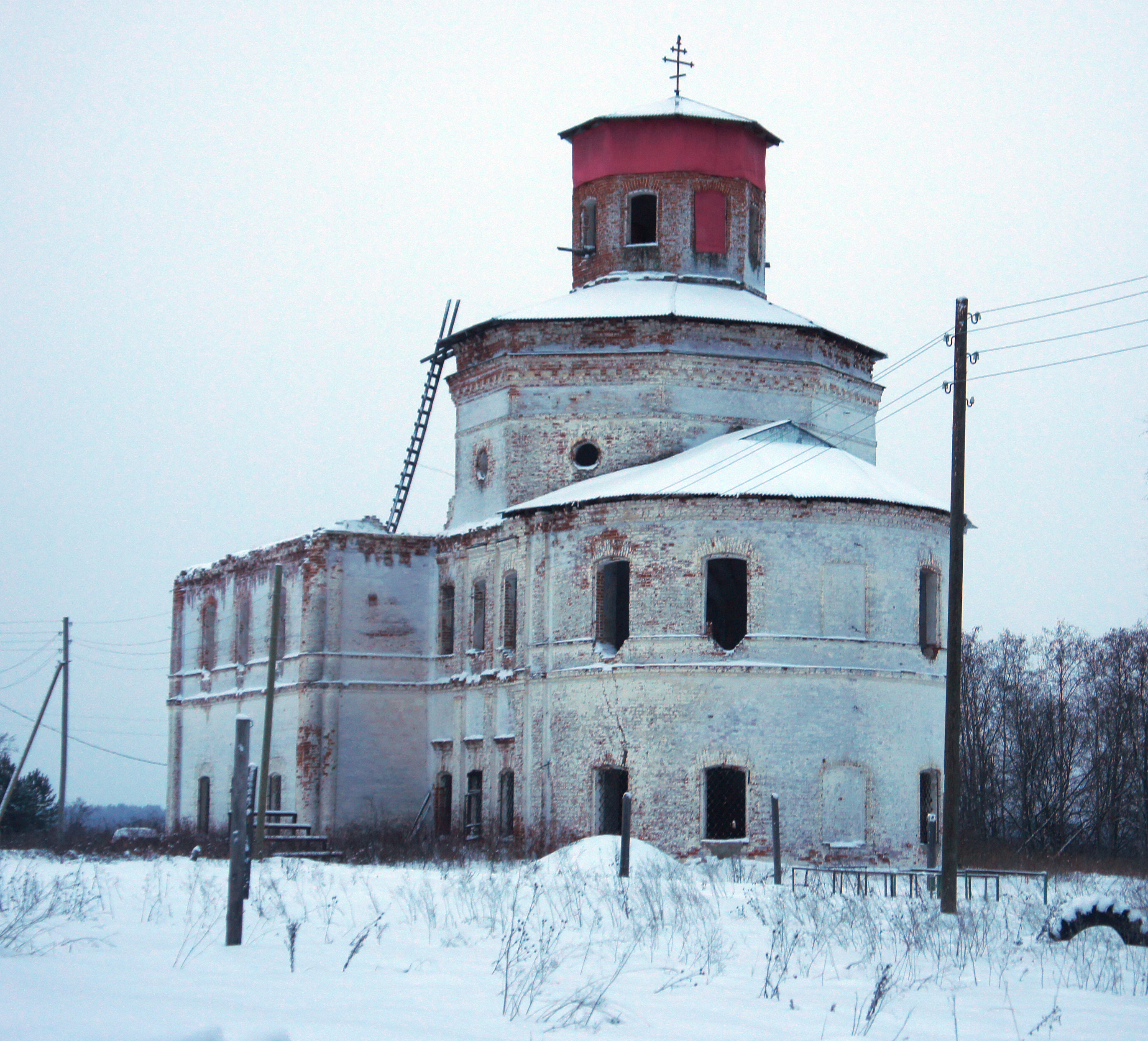
Преображенская церковь, состояние на 2021 год.

## Население
| 2002 | 2010 | 2012 |
| ---- | ---- | ---- |
| 534  | ↘455 | ↗524 |

## Инфраструктура
В Шеговарах есть врачебная амбулатория, школа.
В селе расположена электрическая подстанция производственного отделения «Вельские электрические сети» ПС 110/10 № 205 Шеговары, питающая все населённые пункты муниципального образования «Шеговарское». Оснащена двумя трансформаторами 2.5 МВА.

## Достопримечательности
В селе находится Церковь Преображения Господня  Объект культурного наследия № 2900559000  (1824—1828 года постройки) — двухэтажная кирпичная церковь, основной объём типа восьмерик на четверике с крупной главкой и полукруглой апсидой. В 1930-х годах была закрыта. В настоящее время стоит частично разрушена, своды обрушены.
Церковь Александра Невского — небольшая деревянная церковь, построенная в 1999—2005 по образцу прежде существовавшей часовни.